# Scarborough, Tobago
Scarborough je najveći grad na otoku Tobagu, Trinidad i Tobago. Prema popisu stanovništva iz 2011. u Scarboroughu je živjelo 25.530 stanovnika što čini jednu trećinu ukupnog otočkog stanovništva. Iznad grada dominira tvrđava King George iz 18. stoljeća koja danas služi kao povijesni i arheološki muzej. 
Postoji trajektna veza s glavnim gradom Port of Spainom. Dubokomorska luka u Scarboroughu je izgrađena 1991. godine, dok se za zračni promet koristi međunarodna zračna luka Arthur Napoleon Raymond Robinson koja se nalazi u Crown Pointu, 13 kilometara jugozapadno. 

## Vanjske poveznice
|  | Zajednički poslužitelj ima još gradiva o temi Scarborough, Tobago |